# Жужгеське сільське поселення
Жужге́ське сільське поселення (рос. Жужгесское сельское поселение) — муніципальне утворення у складі Увинського району Удмуртії, Росія. Адміністративний центр — присілок Великий Жужгес.
Населення — 583 особи (2015; 601 в 2012, 596 в 2010).
Голови:
- 2008–2012 — Морозова Світлана Леонідівна
- 2012-2016 — Глушкова Зінаїда Петрівна

## Склад
До складу поселення входять такі населені пункти:
| Населений пункт          | Населення, осіб (2010) | Населення, осіб (2012) |
| ------------------------ | ---------------------- | ---------------------- |
| Великий Жужгес, присілок | 446                    | 447                    |
| Косоєво, присілок        | 100                    | 102                    |
| Малий Жужгес, присілок   | 50                     | 52                     |

## Господарство
У поселенні діють школа та садочок (Великий Жужгес), бібліотека та будинок культури (Великий Жужгес), клуб (Косоєво), пошта (Великий Жужгес), 2 ФАПи (Великий Жужгес, Косоєво). Серед промислових підприємств працює СПК «Колгосп імені Свердлова».